# Nucli Històric Tradicional del Forcall

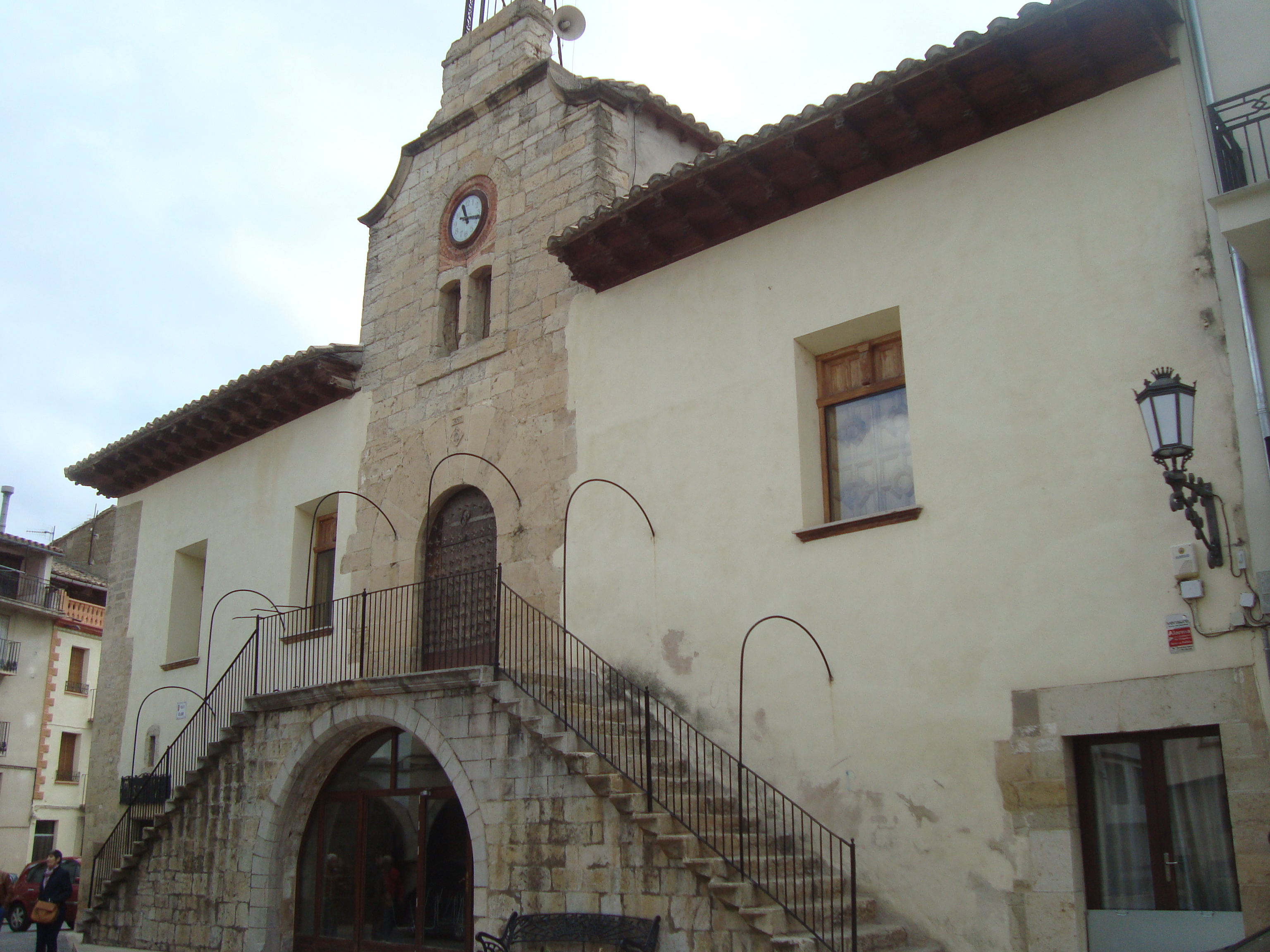
Palau de les Escaletes (el Forcall).

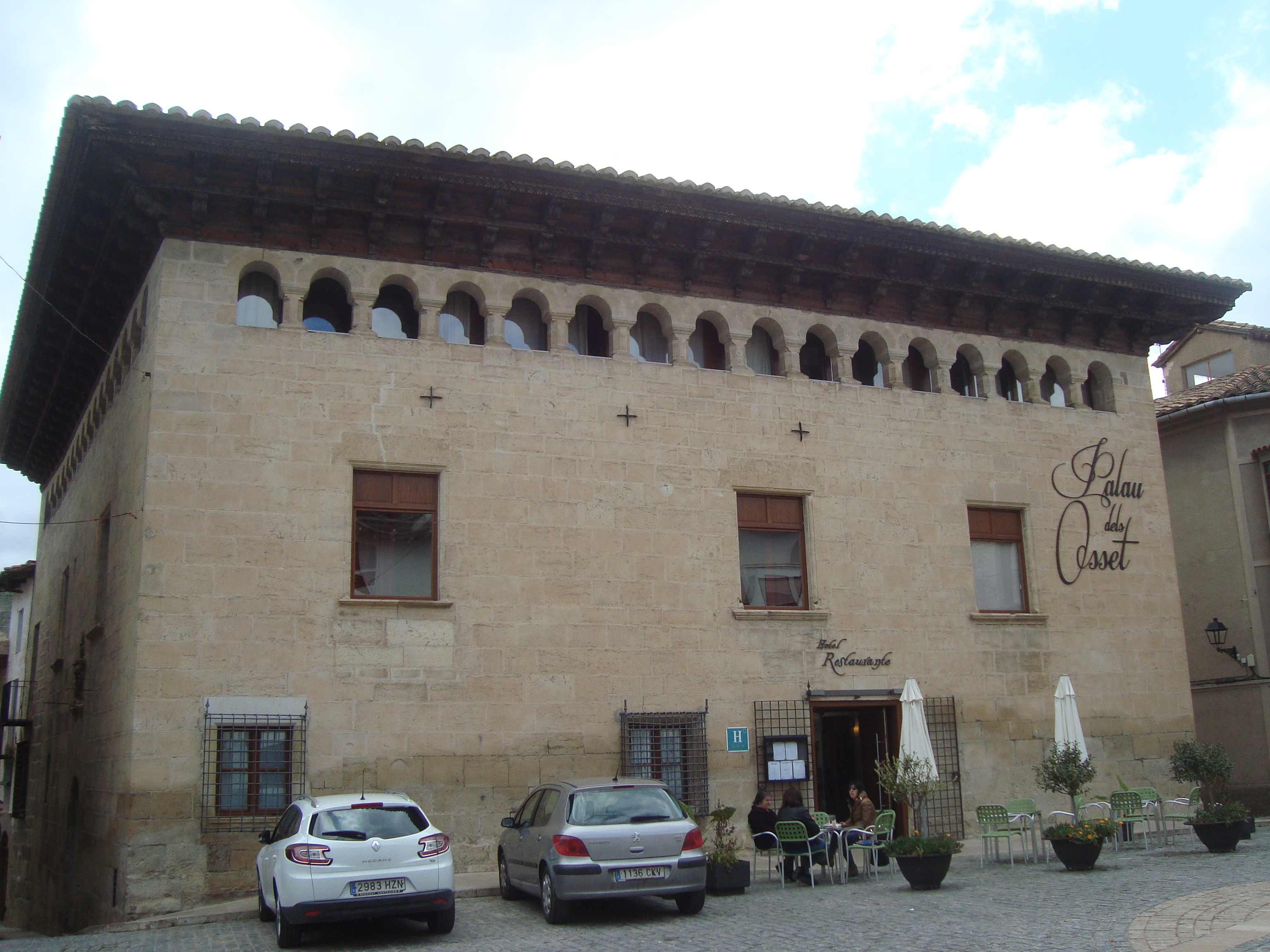
Palau dels Osset (el Forcall).

El nucli històric tradicional del Forcall conforma un conjunt monumental en el casc més antic de la localitat del Forcall, a la comarca dels Ports. Està catalogat com Bé de Rellevància Local segons la Direcció General de Patrimoni Artístic de la Generalitat Valenciana, amb el codi: 12.01.061-004. El nucli històric tradicional del Forcall, segons queda indicat en el PGOU de l'Ajuntament de la localitat, estaria constituït per la zona delimitada pel traçat de les antigues muralles, les places Major, amb els seus porxos, de l'Església i de Sant Miquel, així com els carrers Pilota, de l'Església, del Carme i de la Font.
Dins de la zona considerada com de rellevància local es poden trobar, al seu torn, part dels monuments que tenen aquesta catalogació a títol particular com és el cas de l'Antiga Casa Palau d'En Fort, situat a la cantonada entre el carrer Pilota i la plaça Major; la Casa-Palau dels Miró, al carrer del Carme; l'església parroquial de l'Assumpció de la Mare de Déu, al carrer de l'Església; o el Palau dels Osset a la cantonada del carrer Dolors amb la plaça Major.

## Història
Encara que els primers assentaments de la zona es localitzen a la ciutat emmurallada iberoromana de la moleta dels Frares, també hi va haver un primer assentament de població, als voltants del que actualment seria la ubicació de l'església parroquial de l'Assumpció de la Mare de Déu en la convergència dels rius Caldés i Cantavieja, que era un lloc amb grans avantatges orogràfiques per a la defensa de la població. En un primer moment les muralles i la geografia del terreny limitaven la zona impedint la seva expansió. Aquest recinte relativament tancat presentava unes portes d'accés, que en un primer moment era únic i representat per l'anomenat Portal de Morella. Això donava lloc a la creació de ravals fora del perímetre urbà, que en un primer moment eren dos un situat a l'oest de la població i un altre al sud. En arribar el segle xvi, comença l'expansió del nucli urbà, que es veia totalment limitat pels dos rius, la qual cosa va fer que el creixement es produís cap a la zona del camí de la Mata, la qual cosa va portar a l'aparició de nous portals, com el de Sant Vicent, al carrer del mateix nom o el de la Mata que es trobava al carrer conegut actualment com a Sant Víctor. És així com va sorgint a poc a poc el nou recinte.